# Химен Јерусалимски
Химен Јерусалимски (260–276) је био епископ Јерусалимске цркве у периоду од 266. до 298. године.
Химен је био други по рангу предстваник на сабору у Антиохији после Хелена, епископа Тарса,  који је сазван 268. да се обрати јереси Павла Самосатског. 
Химен се упокојио 298. године.